# Bactrocera timorensis
Bactrocera timorensis är en tvåvingeart som först beskrevs av Perkins 1939.  Bactrocera timorensis ingår i släktet Bactrocera och familjen borrflugor. Inga underarter finns listade.